# Pont-à-Vendin
Pont-à-Vendin là một xã trong tỉnh Pas-de-Calais, vùng Hauts-de-France, Pháp.

## Địa lý
Pont-à-Vendin is a farming and light industrial town, 5 dặm (8,0 km) về phía đông bắc Lens, tại giao lộ của các tuyến đường D30 và đường D164.

## Dân số
| 1962                                                              | 1968 | 1975 | 1982 | 1990 | 1999 | 2006 |
| ----------------------------------------------------------------- | ---- | ---- | ---- | ---- | ---- | ---- |
| 3414                                                              | 3489 | 3368 | 2882 | 2803 | 2899 | 3127 |
| Số liệu điều tra dân số tính từ năm 1962, dân số chỉ tính một lần |      |      |      |      |      |      |